# Alegeri legislative în Grecia, 2000
Alegerile legislative au avut loc în Republica Elenă, la 9 aprilie 2000. În parlamentul elen au fost în joc 300 de locuri.
Miscarea socialista Panhellenica (PASOK) în frunte cu Prim Ministrul Costas Simitis, a fost realeasa, învingând la o diferență de câteva procente Partidul Noua Democrație.
Datorita sistemului electoral proporțional predominat în Grecia, partidul deținător al majorității voturilor beneficiază de mai multe locuri în parlament.
Pentru a putea obține reprezentarea în Parlament, partidele trebuie sa obțină 3% din voturile naționale.
Miscarea socialista Panelenica reprezentata de Costas Simitis a obținut 3,007,596 voturi cu un procentaj de 43.79%.In urma acestui rezultat a obținut 158 de locuri in Parlamentul Greciei. Partidul Noua Democrație prin reprezentantul Kostas Karamanlis a obținut 2,935,196 voturi având un procenta jde 42,74%, obtinnand 125 de locuri in parlament.
Partidul comunist al Greciei condus de Aleka Papariga a obtinut 379,454 de voturi cu un procentaj de 5,52% obtinand astfel 11 locuri in parlament.Pe locul  patru s-a aflat partidul Coalitia Stangii Progresive care a ovtinut 219,880 voturi cu un procentaj de 3.20%, obtinand 6 locuri in parlament.
S-au numarat 6,868,011 voturi valide.Voturile anulate au fost in numar de 158.516. In total s-au inregistrat 7,026,527 voturi prezenta la urne fiind de 74,96%.
| Rezultatele electorale din 9 aprilie 2000. Parlamentul Greciei | voturi                 | locuri      | numar  | %     | +-% | numar | +-% |
| Miscarea Socialisat Panelenica                                 | Costas Simitis         | 3,007,596   | 43,79% | +2.3  | 158 | -4    |     |
| Noua Democratie                                                | Costas Karamanlis      | 2,935,196   | 42,74% | +4.62 | 125 | +17   |     |
| Partidul comunist al greciei                                   | Aleka Papariga         | 379,454     | 5,52%  | -0.09 | 11  | +0    |     |
| Coalitia Stangii progresive                                    | Nikos Constantopoulos  | 219,880     | 3,20%  | -1.92 | 6   | -4    |     |
| Miscarea Social Democrata                                      | Dimitris tsovolas      | 184,598     | 2.69%  | -1.74 | 0   | -8    |     |
| Uniunea democratica regionala                                  | Mihalis Haralambidis   | 32,068      | 0.47   | -     | 0   | -     |     |
| Uniunea Centrista                                              | Vasilis leventis       | 23,228      | 0.34   | -0.38 | 0   | +0    |     |
| Uniunea ecologistilor                                          | Dimosthenis vergis     | 20,466,/td> | 0.30   | 0.01  | 0   | -     |     |
| Coalitia Nationala                                             | Grigoris Mihalopoulous | 14,703      | 0.21   | -     | 0   | -     |     |
| Linia Frontului                                                | Konstantinos Plervis   | 12,126      | 0.18   | -     | 0   | -     |     |
| Frontul radical de stanga                                      | 8,132                  | 0.12        | -0.03  | 0     | -   |       |     |
| Partidul comunist(Marxist leninist)                            | 7,301                  | 0.11        | -      | 0     | -   |       |     |
| Partidul Elenist                                               | Soltiris Sofianopoulos | 6,272       | 0.09   | -0.09 | 0   | -     |     |
| Partidul comunist marxist leninist                             | 5,866                  | 0.09        | +0.03  | 0     | 0   |       |     |
| Ecologist Alternativ                                           | 3,321                  | 0.05        | -0.03  | 0     | -   |       |     |
| Partidul liberal                                               | Manolis Kelligianis    | 2,091       | 0.03   | -     | 0   | -     |     |
| Partidul militant socialist                                    | 2,026                  | 0.03        | +0     | 0     | +0  |       |     |
| Miscarea politica autonoma muncitoreasca                       | Antonis Halaris        | 1,145       | 0.02   | +0    | 0   | +0    |     |
| Organizatia ptr reconstructie a partidului comunist din Grecia | 1,126                  | 0.02        | +0     | 0     | +0  |       |     |
| Alti candidati independenti                                    | 923                    | 0.01        | -      | 0     | -   |       |     |
| Hristopistia                                                   | Efstadios Pfastadis    | 305         | 0.00   | 0     | -   |       |     |
| Partidul grecesc muncitoresc                                   | 169                    | 0.00        | 0      | -     |     |       |     |
| Partidul National Patriotic                                    | 22                     | 0.00        | 0      | -     |     |       |     |
| Olympismos                                                     | 14                     | 0.00        | 0      | -     |     |       |     |
| Partidul democrat al pacii Panelenic                           | 4                      | 0.00        | 0      | -     |     |       |     |
| Numar de voturi valide                                         | 6,868,011              | 100.00      | 300    |       |     |       |     |
| Voturi amulate                                                 | 158,516                |             |        |       |     |       |     |
| Total                                                          | 7,026,527(74,96%)      |             |        |       |     |       |     |

Distribuția de locuri în Parlament, după alegerile din 2000:
- Mișcarea socialistă elenică -158 locuri
- Noua Democrație  - 125 locuri
- Partidul Comunist al Greciei - 11 locuri
- Coaliția de Stânga și a Progresului - 6 locuri

Sistemul electoral proporțional grec acordă locuri în plus partidului care are cele mai multe voturi, în mod normal, oferindu-i o majoritate în Vouli.
Partidele trebuie să câștige 3% din voturile naționale pentru a obține reprezentare.